# José Torres Cadena
José Joaquín Torres Cadena (Cáli, 15 de julho de 1952), também conhecido por J.J. Torres, é um ex-árbitro de futebol colombiano que participou da Copa de 1994.

## Carreira
Considerado um dos melhores árbitros de futebol de seu país, Cadena esteve em vários torneios internacionais, entre eles a Copa do Mundo Sub-20 em 1989 e as Olimpíadas de 1992, além da Copa de 1994 e 2 edições da Copa América (1991 e 1993).
Na competição sediada nos Estados Unidos, esteve em 3 jogos da primeira fase (Bélgica x Marrocos, Grécia x Nigéria, como quarto árbitro, e Irlanda x Noruega), apitou a partida entre Alemanha e Bulgária pelas quartas-de-final e a semifinal entre Brasil e Suécia, causando polêmica ao expulsar o capitão da seleção nórdica, Jonas Thern, após uma entrada forte sobre Dunga (embora não tivesse atingido o brasileiro em cheio). A decisão foi criticada pelos suecos, que estranharam a escolha de um árbitro sul-americano para trabalhar no jogo.
Ele ainda apitou 3 finais da Copa Libertadores da América entre 1992 e 1994, tendo o São Paulo como finalista em todas (enfrentando Newell's Old Boys, Universidad Católica e Vélez Sarsfield). Encerrou sua carreira como árbitro de futebol em 2002.